# Incidentul OZN de la Shag Harbour
Incidentul OZN de la Shag Harbour a fost un raport despre o presupusă prăbușire a unui OZN de mari dimensiuni în apele din apropierea portului Shag Harbour, provincia canadiană Noua Scoție, un mic sat de pescari de pe coasta Atlanticului, la 4 octombrie 1967. Rapoartele au fost investigate de diverse agenții civile canadiene (Poliția Regală Canadiană Călare și Garda de Coastă Canadiană) și militare (Marina Canadiană și Forțele Aeriene Canadiene), precum și Comitetul Condon din SUA.

## Incidentul OZN
La 4 octombrie 1967, aproximativ 23:20, mai mulți locuitori din  Shag Harbour au observat o serie de lumini strălucitoare pe cer, care păreau să se deplaseze în formă de linie, iar altitudinea acestora scădea rapid. La scurt timp, obiectul a părut că se prăbușește în apele Atlanticului, la aproximativ 300 de metri de țărm.
Printre martorii oculari s-au numărat: aviatorul Robert Ralph și căpitanul Pierre Charbonneau de pe zborul 305 polițiști locali (inclusiv RCMP – Royal Canadian Mounted Police), pescari și marinari din zonă și civili care au sunat autoritățile, care au crezut că ar fi fost vorba de un avion prăbușit.
Unul dintre martorii principali, Laurie Wickens, în vârstă de 18 ani la acea vreme, a descris 4 lumini galbene-portocalii care au plutit deasupra apei timp de câteva minute înainte de a dispărea, lăsând în urmă o spumă galbenă ciudată la suprafața apei.
Poliția a tratat incidentul inițial ca pe o prăbușire de avion, trimițând scafandri ai Marinei Regale Canadiene și alte echipe de salvare pentru a căuta epava. Căutările au durat câteva zile, fără niciun rezultat. Nu au fost înregistrate zboruri civile sau militare în zonă care să fi fost pierdute sau raportate ca dispărute.
Incidentul a fost investigat de RCMP (poliția federală), Marina Regală Canadiană, Ministerul Apărării Naționale din Canada și NORAD (Comandamentul Nord-American de Apărare Aerospațială). Comisia Națională pentru Investigarea Fenomenelor Aeriene (CUFOS) și ufologi canadieni au tratat cazul drept unul dintre cele mai bine documentate incidente OZN din Canada.
Incidentul de la Shag Harbour nu a fost explicat oficial. Guvernul Canadei a recunoscut în rapoartele publice că „un obiect zburător neidentificat a intrat în apă”, fără să tragă o concluzie clară despre ce tip de obiect a fost.
Au fost propuse mai multe explicații: test militar secret, avion străin nedeclarat sau o navă extraterestră. În lipsa oricăror dovezi concrete, cazul a rămas „neexplicat”, dar este unul dintre puținele incidente OZN presupus „confirmate de rapoarte guvernamentale oficiale”.